# Uzucha
Uzucha is een geslacht van vlinders van de familie sikkelmotten (Oecophoridae), uit de onderfamilie Xyloryctinae.

## Soorten
- U. borealis Turner, 1897
- U. humeralis Walker, 1864
- U. hypoxantha Lower, 1894
- U. xanthopsis (Turner, 1897)